# Gelasma eumixis
Gelasma eumixis là một loài bướm đêm trong họ Geometridae.